# Sinan Karweina
Sinan Karweina (Gummersbach, 29 marzo 1999) è un calciatore tedesco, attaccante del Lucerna.

## Carriera
Karweina è cresciuto nel settore giovanile del Colonia, e nella stagione 2017-2018 ha militato nella seconda squadra in Regionalliga. Nei quattro anni successivi ha giocato in 3. Liga con Sportfreunde Lotte, Duisburg e Türkgücü.
L'8 luglio 2022 è stato ingaggiato dall'Austria Klagenfurt con cui ha firmato un contratto annuale. Il 20 luglio ha esordito con il nuovo club in ÖFB-Cup contro l'Admira Durnbirn segnando una rete nel successo per 8-1 e tre giorni dopo ha debuttato in Bundesliga nell'incontro perso 3-1 contro il LASK.

## Statistiche

### Presenze e reti nei club
Statistiche aggiornate al 22 dicembre 2023.
| Stagione        | Squadra            | Campionato      | Campionato | Campionato | Coppe nazionali | Coppe nazionali | Coppe nazionali | Coppe continentali | Coppe continentali | Coppe continentali | Altre coppe | Altre coppe | Altre coppe | Totale | Totale |
| Stagione        | Squadra            | Comp            | Pres       | Reti       | Comp            | Pres            | Reti            | Comp               | Pres               | Reti               | Comp        | Pres        | Reti        | Pres   | Reti   |
| --------------- | ------------------ | --------------- | ---------- | ---------- | --------------- | --------------- | --------------- | ------------------ | ------------------ | ------------------ | ----------- | ----------- | ----------- | ------ | ------ |
| 2017-2018       | Colonia II         | RL              | 2          | 0          |                 | -               | -               |                    | -                  | -                  |             | -           | -           | 2      | 0      |
| 2018-2019       | Sportfreunde Lotte | 3L              | 24         | 3          | CG              | 0               | 0               |                    | -                  | -                  |             | -           | -           | 24     | 3      |
| 2019-2020       | Duisburg           | 3L              | 12         | 3          | CG              | 1               | 0               |                    | -                  | -                  |             | -           | -           | 13     | 3      |
| 2020-2021       | Duisburg           | 3L              | 19         | 1          | CG              | 1               | 0               |                    | -                  | -                  |             | -           | -           | 20     | 1      |
| 2021-2022       | Türkgücü           | 3L              | 13         | 2          | CG              | 1               | 0               |                    | -                  | -                  |             | -           | -           | 14     | 2      |
| 2022-2023       | Austria Klagenfurt | BL              | 20         | 1          | CA              | 3               | 2               |                    | -                  | -                  |             | -           | -           | 23     | 3      |
| 2023-2024       | Austria Klagenfurt | BL              | 16         | 8          | CA              | 3               | 2               |                    | -                  | -                  |             | -           | -           | 19     | 10     |
| Totale carriera | Totale carriera    | Totale carriera | 106        | 18         |                 | 9               | 4               |                    | -                  | -                  |             | -           | -           | 115    | 22     |

## Palmarès

### Club

#### Competizioni nazionali
- 3. Liga: 1

Duisburg: 2019-2020